# Armeense Amerikanen

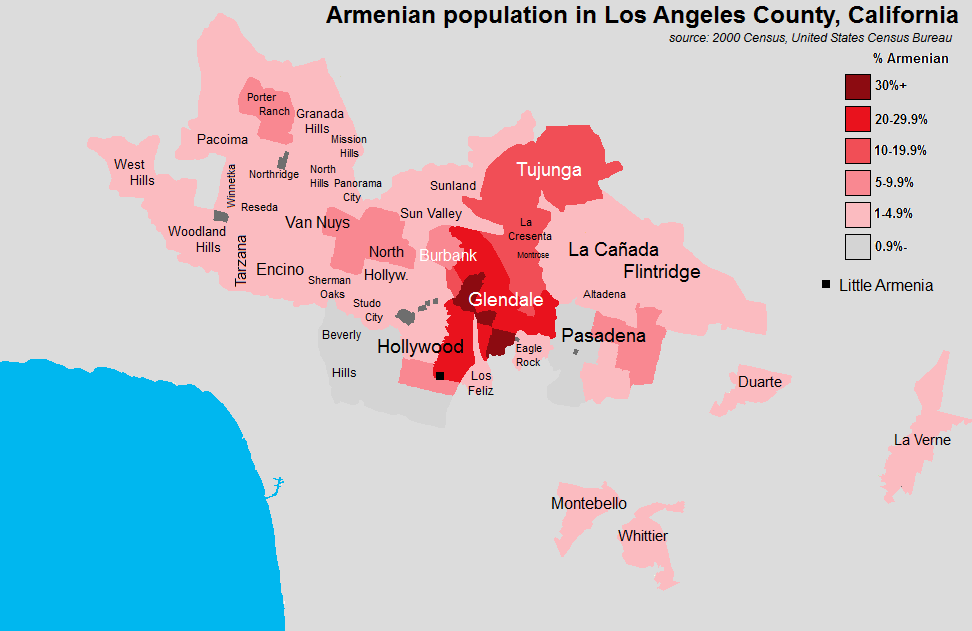
Geografische spreiding van Armeense Amerikanen in Los Angeles County (2000).

Armeense Amerikanen zijn inwoners of burgers van de Verenigde Staten van Armeense origine. Armeense Amerikanen zijn na Armeniërs in Rusland de grootste gemeenschap in de Armeense diaspora.

## Geschiedenis
De eerste grote golf Armeniërs kwam in de late 19e en vroege 20e eeuw naar de VS. Veel van hen waren op de vlucht voor de gruwel van de Hamidische slachtingen (1894-1896) en de Armeense Genocide (1915-1923) die plaatsvonden in het Ottomaanse Rijk. Sinds de jaren 1950 hebben Armenen uit Turkije, Iran en Libanon hun weg gevonden naar de VS door de instabiliteit in de regio. In de late jaren 1980 kwam er migratie vanuit de Armeense Socialistische Sovjetrepubliek op gang en ook tijdens en na de onafhankelijkheid van het land in 1991 en de daaropvolgende oorlog met Azerbeidzjan zijn veel Armeniërs naar de VS verhuisd.

## Demografie
Volgens schattingen uit 2011 leven er 483.366 mensen in de Verenigde Staten met uitsluitend of gedeeltelijk Armeense voorouders. Volgens sommige bronnen is de Armeense gemeenschap in het land echter groter; misschien wel tot anderhalf miljoen mensen. De grootste concentratie Armeense Amerikanen woont in de Greater Los Angeles Area. Met name Glendale, een voorstad van Los Angeles, staat bekend als het hart van de Armeense diaspora in de VS. Vroeger was Fresno een plaats waar veel Armenen zich vestigden. Naast Californië zijn er belangrijke minderheden in veel grote steden in het noordoosten van de Verenigde Staten, zoals New York en Boston.
Veel Armeense Amerikanen spreken Armeens. Religieus gezien is de meerderheid volgeling van de Armeens-Apostolische Kerk.
De Armeense Amerikanen zijn goed georganiseerd en vertegenwoordigd. Er zijn organisaties zoals het Armenian National Committee of America en de Armenian Assembly of America die pleiten voor erkenning door de Amerikaanse overheid van de Armeense Genocide en die de banden tussen beide landen willen aanhalen. Verder is er de Armenian General Benevolent Union (AGBU), die de promotie van de Armeense cultuur en taal nastreeft.